# Α,α'-二(2-甲基咪唑-1-基)-1,4-二甲苯
α,α'-二(2-甲基咪唑-1-基)-1,4-二甲苯（bmimb）是一种有机化合物，化学式为C16H18N4。它可由2-甲基咪唑和1,4-二(溴甲基)苯在氢化钠、氢氧化钠或氢氧化钾存在下于四氢呋喃、丙酮或乙腈中反应制得。它和亚铁氰酸钾、硝酸铜在乙醇水溶液中进行溶剂热反应，可以得到(CuCN)2(bmimb)。